# Wysyp zarodników

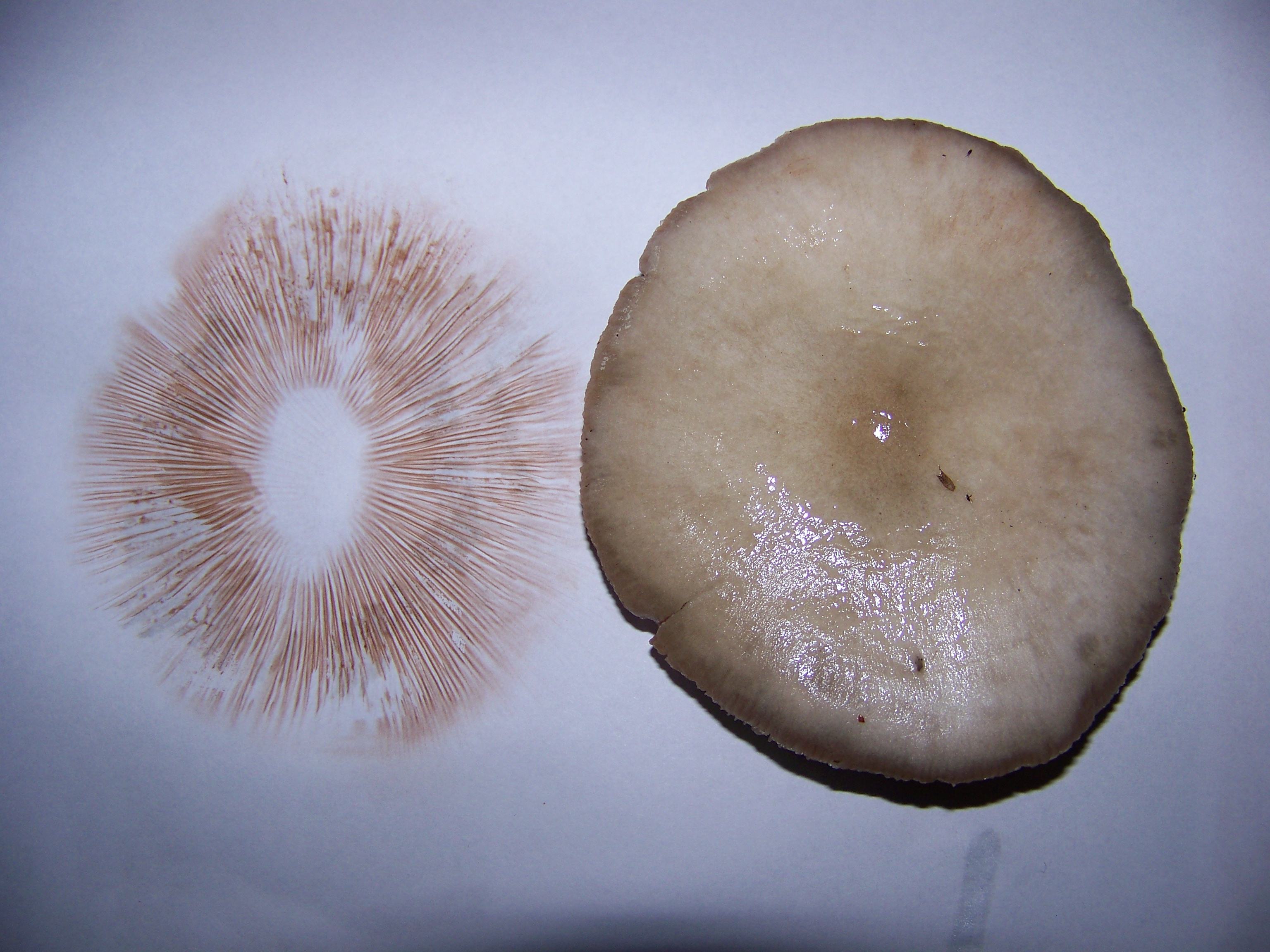
Wysyp zarodników pochwiaka okazałego

Wysyp zarodników – zebrane na papierze zarodniki grzyba. Wysyp zarodników pozwala ocenić barwę masy zarodników. Jest ona jedną z cech, dzięki której można nieuzbrojonym okiem określić gatunek grzyba. Niektórych gatunków grzybów kapeluszowych z blaszkami nie da się oznaczyć bez określenia koloru wysypu zarodników. Wysyp zarodników otrzymuje się układając dojrzały kapelusz hymenoforem do dołu na białej kartce. Po kilku, kilkunastu godzinach należy usunąć kapelusz. Na kartce pozostają zarodniki o kolorze właściwym dla danego gatunku.
Uwagi:
- Ze zbyt młodych i zbyt starych owocników wysypu nie uzyska się – w pierwszym przypadku zarodniki są jeszcze niedojrzałe, w drugim już wypadły[1].
- Owocnik dobrze jest przykryć naczyniem aby zapobiec rozproszeniu lub zanieczyszczeniu zarodników. Osłona nie może być szczelna ponieważ z zaparowanych owocników na ogół nie uzyska się wysypu[1].
- W przypadku bardzo małych owocników nie odrywa się trzonu, aby przedwcześnie nie wyschnął. Na kartce wykonuje się otwór o średnicy trzonu i wkłada się do niego trzon, zanurzając go w małym naczyniu z wodą[1].

Barwa wysypu zarodników i barwa pojedynczych zarodników oglądanych pod mikroskopem to nie to samo. Przeważnie zarodniki w wysypie zarodników (czasami określane jako zarodniki w masie) są ciemniejsze, niż pojedyncze zarodniki pod mikroskopem. Zarodniki określane pod mikroskopem jako hialinowe (bezbarwne i przeźroczyste) w wysypie zarodników są białe.